# Valentin Sulzbacher
Valentin Sulzbacher (* 11. März 2005) ist ein österreichischer Fußballspieler.

## Karriere
Sulzbacher begann seine Karriere beim FC Altmünster. Im März 2012 wechselte er zum ASKÖ Ohlsdorf. Zur Saison 2015/16 wechselte er in die Jugend des FC Red Bull Salzburg. In Salzburg durchlief er ab der Saison 2019/20 auch sämtliche Altersstufen in der Akademie. Im April 2022 debütierte er für das Farmteam der Salzburger, FC Liefering, in der 2. Liga, als er am 25. Spieltag der Saison 2021/22 gegen den SV Lafnitz in der Startelf stand. In jener Partie, die 1:1-Remis endete, erzielte Sulzbacher prompt sein erstes Profitor. Nach der Saison 2023/24 verließ er Salzburg.
Im Juli 2024 erhielt dann aber einen bis 2027 laufenden Vertrag bei Red Bull Salzburg und blieb Liefering erhalten. Im April 2025 debütierte er für die Profis von Salzburg in der Bundesliga, als er am 24. Spieltag gegen den FC Blau-Weiß Linz in der Startelf stand.